# Hans Werner Debrunner
Hans Werner Debrunner (* 6. Juni 1923 in Bern; † 12. Februar 1998 in Riehen) war ein Schweizer Historiker, Theologe und Afrikaforscher.

## Leben und Wirken
Hans Werner Debrunner war der Sohn des Indogermanisten Albert Debrunner. Er studierte Theologie und Sozialwissenschaften an den Universitäten Lausanne, Basel, St. Andrews und promovierte 1956 zum Dr. theol. an der Universität Zürich. Von 1950 bis 1960 arbeitete er an einem Lehrerseminar in Ghana. Er lernte dort mehrere afrikanische Sprache und betrieb Feldforschung in Ghana und Togo. Nach seiner Rückkehr in die Schweiz war er als Pfarrer und Gymnasiallehrer tätig und habilitierte sich 1966 an der Universität Bern für Religionssoziologie und Missionswissenschaft. Seit 1979 hatte er einen Lehrauftrag an der Universität Basel inne.
In seinen Veröffentlichungen beschäftigte sich Debrunner mit der einheimischen Religions- und Kirchengeschichte in Ghana und Togo und mit den Kontakten zwischen Afrikanern und Europäern (insbesondere in Bezug auf die Schweiz).

## Veröffentlichungen (Auswahl)
- Witchcraft in Ghana. A study on the belief in destructive witches and its effect on the Akan tribes. Presbyterian Book Depot, Kumasi 1959 (= Dissertation Universität Zürich).
- Pioneers of Church and Education in Ghana. Danish chaplains to Guinea, 1661–1850. In: Kirkehistoriske samlinger. R. 7, Bd. 4, H. 3, 1962, S. 373–425.
- Die Bowiri. Volkwerdung und Selbstbehauptung eines Togo-Restvolkes. In: Anthropos. Bd. 59 (1964), S. 507–633.
- A church between colonial powers. A study of the Church in Togo. Lutterworth Press, London 1965.
- Zürich und Jamaica im 17. Jahrhundert. Hans Jakob Zeller (1639–1700) und Hans Heinrich Hauser (1638–1683). In: Zürcher Jahrbuch auf das Jahr ... Bd. 86 (1966), S. 82–109.
- A history of christianity in Ghana. Waterville Publ. House, Accra 1967.
- Gottheit und Urmensch bei den Togo-Restvölkern. In: Anthropos. Bd. 63–64 (1967–1968), S. 549–560.
- Presence and prestige, Africans in Europe. A history of Africans in Europe before 1918. Basler Afrika-Bibliographien. Basel 1979.
- Schweizer im kolonialen Afrika. Unsere Alpen schauen weit in die Ferne, und so auch ihre Söhne. Basler Afrika-Bibliographien. Basel 1991, ISBN 3-905141-51-5.
- Basel und der Sklavenhandel. Fragmente eines wenig bekannten Kapitels der Basler Geschichte. In: Basler Stadtbuch. Bd. 113 (1993), S. 95–101.
- Schweizer Zeugen und Mitbeteiligte bei den Anfängen deutscher Kolonisation in Afrika. In: Peter Heine (Hrsg.): Studien zur Geschichte des deutschen Kolonialismus in Afrika. Festschrift zum 60. Geburtstag von Peter Sebald. Centaurus-Verlag-Ges., Pfaffenweiler 1995, ISBN 3-89085-939-9, S. 177–209.
- Anjama und ihre Schwestern. Zur Geschichte von Afrikanerinnen in der Schweiz. In: Gerhard Höpp (Hrsg.): Fremde Erfahrungen. Asiaten und Afrikaner in Deutschland, Österreich und in der Schweiz bis 1945. Das Arabische Buch, Berlin 1996, ISBN 3-86093-111-3, S. 275–286.
- Eine Oberbaselbieterin in Afrika und Amerika. In: Baselbieter Heimatblätter. Bd. 61 (1996), S. 85–106.
- Grégoire l'Européen. Henri Grégoire 1750–1831. Kontinentale Beziehungen eines französischen Patrioten. Müller-Speiser, Anif/Salzburg 1997, ISBN 3-85145-045-0.
- Négritude im 18. Jahrhundert. Die Bedeutung der afrikanischen Diaspora für die Ausweitung des Horizonts. In: Harald Heppner (Red.): Zur Ausweitung des Horizonts (= Das achtzehnte Jahrhundert und Österreich. Bd. 13). WUV, Wien 1999, ISBN 3-85114-443-0, S. 69–90.